# Cot Buloh
Cot Buloh is een bestuurslaag in het regentschap Aceh Barat van de provincie Atjeh, Indonesië. Cot Buloh telt 392 inwoners (volkstelling 2010).